# 秋田県立大館工業高等学校
秋田県立大館工業高等学校（あきたけんりつ おおだてこうぎょうこうとうがっこう）は、秋田県大館市花岡町アセ石に所在した県立の工業高等学校。通称「館工」（だてこう）。

## 概要
所在地の大館市花岡町は国内有数の鉱山であることから、採鉱科を有する鉱山町にふさわしい県立工業高等学校として発足した。その後、時代の要請にこたえ学科も充実し、電気科、機械科、土木科、金属工業科、地質工学科からなる北鹿地方の工業教育拠点となった。卒業生は1万3千余名を数え、秋田県を中心に中堅技術者として活躍している。現在では、地元工業界の変遷や少子化等の影響から、電気科、機械科、土木・建築科の3科に学科再編を行った。

## 象徴

### 校章
背景に柏と烏口用い、その中心に工業の頭文字である「工」を据えている。

### 校歌
校歌（作詞：伊藤孝一 作曲：小田島樹人）

## 沿革

### 経緯
1940年代後半、秋田県北秋田郡花矢町（現大館市）にある花岡鉱山では、慢性的な技術者不足に悩んでいた。地元教育界では技術者の育成が急務となっており、花矢町の山本常松町長らが中心となって、「鉱山町花岡に工業高校を」合言葉に高等学校誘致運動を進め、北鹿地方初の採鉱科を有する県立工業高等学校の発足までに至った。2013年、創立60周年を迎えた。

### 年表
- 1953年 - 秋田県立大館鳳鳴高等学校定時制課程花岡分校工業科として、採鉱科、電気科、機械科の3科を設置。同年に秋田県立花岡工業高等学校として発足。
- 1962年 - 秋田県立大館桂城高等学校花岡分校移管により定時制課程併設。
- 1964年 - 採鉱科を採鉱冶金科に改称。
- 1965年 - 土木科を新たに設置。採鉱冶金科、電気科、機械科の4科となる。
- 1966年 - 採鉱冶金科を採鉱科と金属工業科に分離。土木科、電気科、機械科の5科となり、北鹿地方における高等工業教育の拠点となる。
- 1968年 - 花矢町が大館市に編入されたのに伴い、校名を秋田県立大館工業高等学校に改称。
- 1973年 - 採鉱科を地質工学科と改称。
- 1974年 - 秋田県立大館東高等学校に定時制課程移管。
- 1984年 - 新校舎改築落成、創立30周年を迎える。
- 1987年 - 地質工学科、土木科を統廃合し、土木地質科を設置。
- 1990年 - 金属工業科を材料技術科に改称。
- 1994年 - 土木地質科を土木科に改称。
- 1997年 - 土木科を土木建築科に改称。
- 2003年 - 創立50周年を迎える。
- 2013年 - 創立60周年を迎える。
- 2016年 - 当校と秋田県立大館高等学校、秋田県立大館桂高等学校の3校が統合し、秋田県立大館桂桜高等学校の開校に伴い閉校[1]。

## 設置学科
- 全日制課程
  - 電気科（電気コース、情報技術コース）
  - 機械科（機械コース、電子機械コース）
  - 土木・建築科（土木コース、建築コース）

## 学生生活

### 部活動
大館工業高等学校には次の部活動が存在する。
- 運動部
  - 野球部、陸上競技部、駅伝部、バレーボール部、ソフトテニス部、柔道部、弓道部、卓球部、水泳部、ラグビー部、剣道部、サッカー部、バスケットボール部、テニス同好会
- 文化部
  - 工作部、吹奏楽部、視聴覚部、無線部、電気部、将棋愛好会

## 著名な関係者

### 出身者
- 因幡晃（シンガーソングライター）
- 小貫碩人（茨城ゴールデンゴールズ）